# Anton Maranski
Anton Maranski (* 16. Juni 1832 in Kulm; † 16. März 1897 in Rintzk) war ein katholischer Pfarrer und kurzzeitig Mitglied des Reichstags des Deutschen Kaiserreichs.

## Leben
Anton Maranski gehörte dem polnischen Bevölkerungsteil in der preußischen Provinz Westpreußen an und studierte katholische Theologie in Pelplin. Von 1866 bis 1867 war er Abgeordneter der Polnischen Fraktion im Preußischen Abgeordnetenhaus.
Bei der Wahl zum ersten Reichstag des Deutschen Reichs im März 1871 gewann er das Mandat im Wahlkreis Marienwerder 4 (Thorn, Kulm, Briesen). Er erzielte bei der Wahl mit 7200 Stimmen, sein nationalliberaler Gegenkandidat 7165, 11 Stimmen waren für weitere Kandidaten. Gegen die Wahl wurde beim Reichstag Protest eingelegt, dem in der Reichstagssitzung am 25. März 1871 von der Reichstagsmehrheit stattgegeben wurde. Die Aufhebung der Wahl Maranskis wurde begründet mit formalen Verstößen beim Wahlablauf sowie dem Hochwasser der Weichsel, das einen Teil der Wählerschaft an der Stimmabgabe gehindert hatte. Die Nachwahl am 11. Mai 1871 gewann der nationalliberale Kandidat Friedrich Meyer.